# Ana Nova
Ana Nova pseudoniem van Katharina Meier (Maagdenburg, 5 juni 1975) is een Duitse voormalig pornoactrice. Zij heeft onder meerdere namen gewerkt, waaronder Tara Washington, Anna Nova en Tara Young.
Voordat Meier startte met haar carrière als pornoactrice werkte ze als tandartsassistente. Nadat ze door de Duitse pornoproductiemaatschappij Goldlight gevraagd was om te acteren in een pornofilm besloot ze rond 2000 van porno haar beroep te maken. Als artiestennaam nam ze in eerste instantie de naam Tara Young aan. Als Tara Young heeft ze in Duitsland meer dan twintig pornofilms opgenomen. Vanwege haar harde tot zeer harde anale seks-scènes en gangbangfilms kreeg ze in 2004 een aanbod om in de Verenigde Staten te komen werken. Hier nam ze de meer internationaal klinkende artiestennaam Ana Nova aan. In de VS werkte ze mee aan meer dan 120 pornofilms, waarvan het merendeel films met zeer harde anale seksscènes, dubbele penetraties en seks met donkere mannen. In 2015 zette Meier een punt achter haar pornocarrière.

## Filmografie (selectie)
- 2001: Voto di castità
- 2002: Nacho: Latin Psycho II – Crazy ASSylum
- 2002: Knallharte Jungs
- 2003: Double Decker Sandwich 1
- 2004: Cytherea Iz Squirtwoman 1
- 2005: Double D POV 2
- 2005: Orgi Pörnchen 3 – Atzenträume werden wahr
- 2006: Cougar Coochie 1
- 2006: Tailgunners
- 2007: Gaped Crusaders 2
- 2008: Mommy Got Boobs 2
- 2009: Big Butts Like It Big 3
- 2010: Official Bounty Hunter Parody 1
- 2013: Huge Black Dicks Hot White Chicks